# Замок Бехине
Замок Бехине (чеш. Zámek Bechyně) — бывший королевский замок в городе Бехине в районе Табор Южночешского края, основанный в 1268 году королём Пршемыслом Отакаром II на скальном утёсе и перестроенный в конце XVI века Петром Воком из Рожмберка в стиле архитектуры Ренессанса. В Средние века замок был административным центром Бехиньского панства, с которым связаны многие события времён гуситских войн: именно в окрестностях замка Бехине в 1419 году начались первые преследования сторонников Яна Гуса и именно здесь возникло и оформилось в мощную религиозно-политическую силу движение таборитов. В 1948 году замок был национализирован правительством Чехословакии, в 1994 году возвращён прежним владельцам правительством Чешской Республики. В настоящее время замок входит в состав частного туристического комплекса «Панство Бехине» (чеш. Panství Bechyně).

## История замка
Ренессансному замку Бехине предшествовала средневековая крепость, точное время возведения которой неизвестно. В XII веке Бехине входил в состав владений пражского епископа и был резиденцией архидиакона, о Бехиньской церковной провинции упоминает в своей хронике ещё Козьма Пражский (ум. 1125). Замок был заложен при короле Пршемысле Отакаре II, укреплявшим свою власть на юге Чехии посредством основания череды оборонительных сооружений. В 1268 году король купил Бехиньское панство и повелел возвести на месте старого укрепления на скальном утёсе Бехине каменный королевский замок, который должен был стать его опорным пунктом в противостоянии с южночешским феодальным родом Витковичей. Однако после смерти Пршемысла Отакара II в 1278 году политическое влияние короля на юге Чехии ослабло, а мощь Витковичей (и особенно их ветви панов из Рожмберка) существенно возросла.
Около 1340 года король Ян Люксембургский продал Бехине панам из Штернберка. Новый владелец замка Штепан из Штернберка принял дворянскую фамилию «из Бехине». В 1398 году владельцем панства и замка стал моравский маркграф Йошт Люксембургский, от которого в 1405 году они перешли во владение Геральта из Кунштата. В 1415 году панство и замок стали собственностью Йиндржиха Лефла из Лажан. С тех пор его род носил имя Бехинёвы из Лажан. Йиндржих Лефл был одним из первых сторонников учения Яна Гуса, однако позднее перешёл на сторону короля Зикмунда Люксембургского.
С замком Бехине связаны многие немаловажные события времён гуситских войн. Именно в окрестностях замка Бехине в 1419 году началось политическое преследование сторонников причастия под двумя видами (гуситов). В 1422 году Бехине было захвачено и сожжёно войсками таборитского гетмана Яна Гвезды из Вицемилице, однако гетману Здиславу из Гартвикова удалось отстоять замок. Бехине, всё ещё принадлежавший Йиндржиху Лефлу из Лажан, стал центром противостояния таборитам. В октябре 1428 года город и замок были взяты таборитским гетманом Прокопом Голым. В том году в боях за Бехине погиб брат Яна Жижки Ярослав из Троцнова.

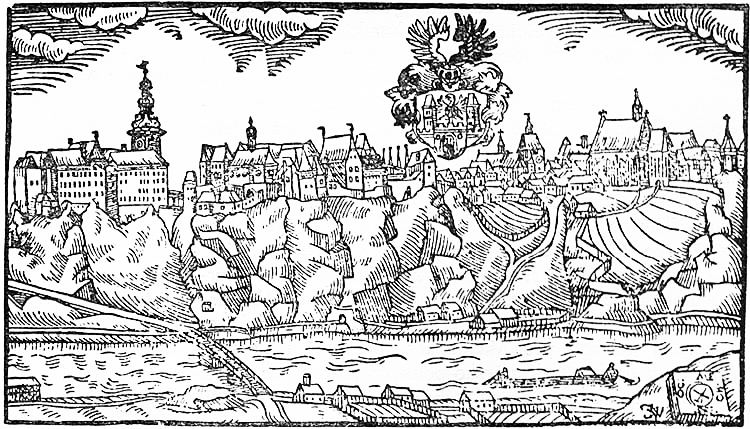
Вид на Бехине (замок — слева). Ян Вилленберг. Гравюра, 1602 год

В 1477 году Бехинёвы из Лажан продали Бехине вместе с замком панам из Штернберка, которые начали обширную реконструкцию замка, продолжавшуюся до начала XVI века. В 1530 году Штернберки продали Бехиньское панство с замком Криштофу из Швамберка. В 1560 году к северу от замка была основана замковая пивоварня. От Швамберков панство и замок в 1569 году перешло во владение Петра Вока из Рожмберка, последнего владаржа Рожмберкского дома, который сделал замок своей резиденцией. В 1570—1573 годах по указанием Петра Вока замок был расписан ренессансными фресками художником Габриэлем де Блондом. В 1581 году Петр Вок начал самую масштабную перестройку замка в ренессансном стиле, в результате которой замок полностью изменил свой облик. Помещения Старого замка был практически полностью снесены и выстроены заново. С северной стороны к нему был пристроен просторный Новый или «Воков» замок в стиле ренессанс, строительством которого руководил итальянский архитектор Бальдассаре Маджи.
В 1596 году замок купил Адам из Штернберка, а в 1715 году Бехиньское панство и замок в результате брака Марии-Терезии из Штернберка с графом Яном Леопольдом Пааром перешли во владение ломбардского рода Паар, при котором помещения замка были отремонтированы, а в 1776 году к северу от замка был построен манеж. В 1948 году последний бехиньский пан Альфонс Паар II эмигрировал за рубеж, а его владения национализированы. В 1983 году в помещении бывшей замковой пивоварни была открыта постоянная экспозиция керамики.
До 1994 года замок Бехине находился в ведении Чехословацкой академии наук и использовался в рекреационных целях. В 1994 году в результате реституции бывшие владения Пааров, включая замок, были возвращёны сыну их последнего владельца Альфонсу Паару III. Последний вложил полученное имущество в фирму APS, основным владельцем которой стал Йосеф Штява. В настоящее время замок принадлежит лихтенштейнской компании Herrschaft Bechyne SE, владельцем которой является тот же Йосеф Штява. Непосредственное управление бехиньской недвижимостью компании, включающей и замок Бехине, осуществляет её дочерняя фирма Panství Bechyně s.r.o. Начиная с 1994 года, в замке проводятся постоянные ремонтные работы, к 2007 году компания Panství Bechyně s.r.o. потратила на ремонт и реставрацию замка более 210 млн крон.
|                                        |  |                                                     |  |                                      |  |                        |
| Вид на замок сверху с северной стороны |  | Вид на замок и манеж сверху со стороны реки Лужнице |  | Вид на замок со стороны реки Лужнице |  | Замковая часовая башня |

## Описание замка

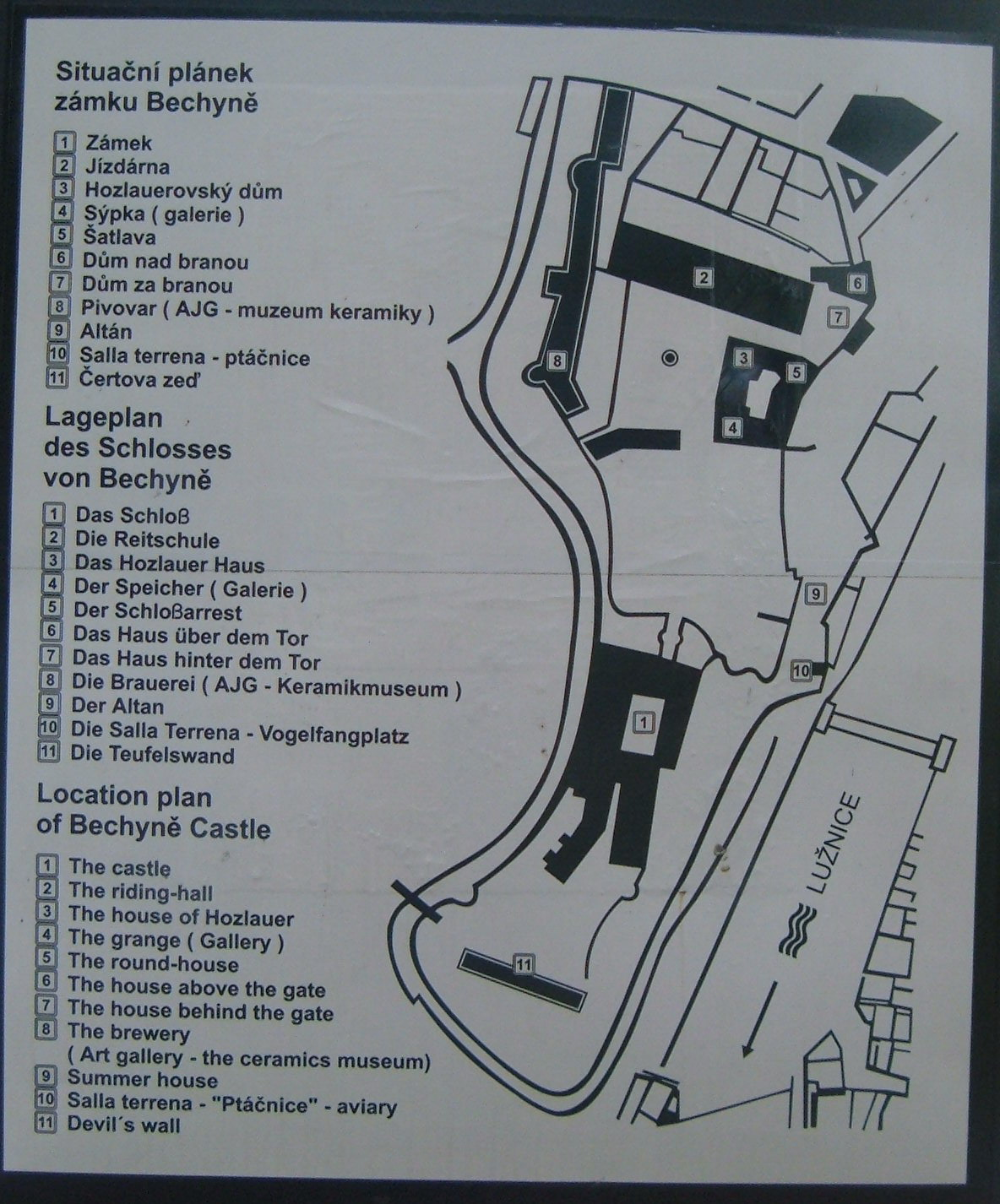
План замка и прилегающих строений

От первоначального замка XIII века, находившегося в южной части скального утёса, практически не сохранилось следов. Отдельные фрагменты сохранились лишь от позднеготической перестройки замка и других оборонительных сооружений города. Ренессансный Новый замок, возведённый при Петре Воке из Рожмберка под руководством Бальдассаре Маджи, представляет в плане квадрат с небольшим двором посередине. Длительную перестройку выдержали его восточное и западное крылья, выстроенные вдоль узкого двора. К этим крыльям с севера и юга были пристроены поперечные крылья с просторными помещениями. Со стороны города, вдоль северного крыла, замок защищён рвом, через который первоначально был перекинут подъёмный мост, в дальнейшем заменённый каменным мостом, сохранившимся до наших дней. Мост ведёт к главным воротам замка в восточной части северного крыла, над которыми возвышается  большая квадратная башня с бьющими часами. Фасад Нового замка украшен сграффито.
От Старого замка, перестроенного в 1477 и 1510—1527 годах, до наших дней сохранились части двух продольных строений, соединённых поперечным крылом, которое было в ренессансный период пристроено к недавно возведённому «Вокову замку». Четвёртое крыло, закрывающее южную сторону замкового двора, было снесено в 1791 году.
Интерьер замка претерпел широкомасштабную переделку в конце XV — начале XVI века, в результате которой от первоначальный облик сохранили лишь несколько помещений первого этажа, среди которых позднеготический зал в западном крыле замка, возвышающийся сетчатым сводом с терракотовыми ребрами, в перекрёстках которых находятся геральдические щитки со штернберкской звездой (датирован 1470—1480 годами).
Другой зал на первом этаже замка был построен около 1515 года пражским каменщиком Венделем Росскопфом. Свод зала опирается на средний столб из песчаника, изготовленный в виде дерева с обтёсанными ветвями. В южной стене зала около 1520 года был создан песчаниковый портал, карниз которого украшен резными щитками со штернберкской звездой. На втором этаже Нового замка расположен так называемый «Свадебный зал Петра Вока», стены которого богато украшены фресками, на которых изображены пять высших судов Чешского королевства, персонажи Ветхого завета и др. Потолки большинства помещений и проходов первого этажа Нового замка сделаны в форме крестовых сводов.